# Johan Gabrielsson Oxenstierna
Johan Gabrielsson Oxenstierna, född omkring 1615, död 3 mars 1664, var en svensk greve, militär och ämbetsman. Han var ägare till Edö och Stjärnsunds slott i Askersunds socken och Borrebol i Västra Ny socken.

## Biografi
Johan Gabrielsson Oxenstierna var son till Gabriel Gustafsson Oxenstierna. Han blev överste för Helsinge regemente 1639. 
Han utsågs till landshövding i Västernorrlands län 1655  (dock 1658–1660 ingick ej Jämtland och Härjedalen som då var del av Trondheims län). Från 1660 ingick även Västerbottens län i ansvarsområdet och ämbetet benämndes guvernör.
Han var gift med Christina Soop (1627–1677) och de hade inga barn.